# Gemma Claudia

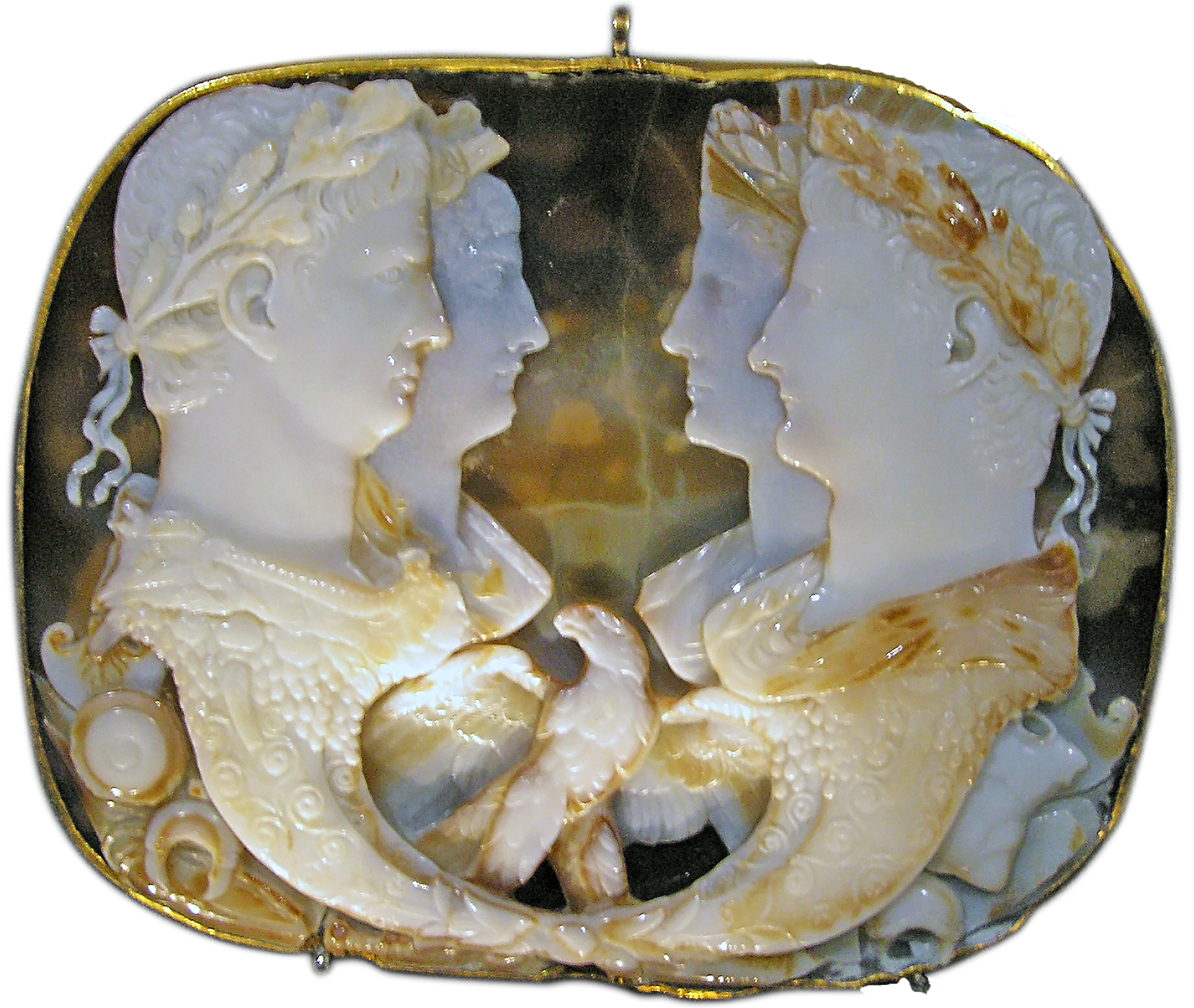
De Gemma Claudia met portretten van respectievelijk Claudius en Agrippina minor en Germanicus en Agrippina maior lijkt de dynastieke bedoelingen van het huwelijk tussen deze twee eersten aan te duiden (Kunsthistorisches Museum Wien).

De Gemma Claudia is een Romeinse vijflagige camee van onyx die wordt gedateerd rond 49 n.Chr. De camee zou terechtkomen in de Habsburgse collecties, waarna hij in de collectie van het Kunsthistoriches Museum te Wenen werd opgenomen (AS Inv. IX A nr. 63). De camee is 12 cm hoog en in een gouden rand gevat.
Afgebeeld zijn twee cornucopiae (met een adelaar ertussen), waaruit vier portretten ontspruiten, twee aan elke kant. Aan de linkerkant zijn Claudius en zijn nieuwe echtgenote Agrippina (als Cybele, de godin van de vruchtbaarheid) afgebeeld, aan de rechterkant Agrippina's ouders Germanicus (tevens Claudius' broer) en Agrippina. De datering van het stuk rond 49 n.Chr. brengt het in verband met het huwelijk van Agrippina met Claudius in januari 49, en doet vermoeden dat het mogelijk om een officieel huwelijkscadeau aan het keizerlijk paar gaat.
De onbekende kunstenaar sneed met grote virtuositeit het werk uit de vijf afwisselend donkere en lichte lagen van de steen. Hij bereikte een grotere transparantie van het materiaal door in lagen te snijden die op sommige plaatsen ongeëvenaard dun zijn (tot 2 mm).